# Верхотурова (Тюменская область)
Верхотурова — упраздненная в 1973 году деревня Упоровского района Тюменской области. Располагалась на территории современного Бызовского сельского поселения

## География
Располагалась на левом берегу реки Тобол в 5 км южнее села Бызово..

## История
Впервые упоминается в переписи 1710 года, в 5 дворах проживало 20 человек: 
Во дворе Иван Верхотуров 60 сын Григорий 30 жена Овдотья 30 сын Онтон 10 сноха солдатская жена Ирина 30 сын Анания 7 лет.
Верхотуров Иван пришел с Урала из города Верхотурье в слободу Суерскую и основал деревню Верхотурова.
- В 1912 году в деревне Верхотурова были три ветряные мельницы и кожевенный завод.[3]
- В 1930-е годы крестьяне вошли в колхоз «День коллективизации».[3]
- В годы Великой Отечественной войны ушли на фронт 9 человек из них 5 человек не вернулись домой.[3]
- С 1954 года в деревне оставался один дом, в котором жила Нерадовских Анна Андреевна. В начале 1970-х годов она переехала к сыну в село Солобоево.[3]
- Решением Упоровского РИК от 28.11.1973 года деревня Верхотурова упразднена.[3]

Административно-территориальное деление
С 1710 года относилось к слободе Суерской, с 1796 в составе Суерской волости; в составе сельсоветов: с 1919 -Бызовского; с 1924 — Скородумского; с 1925 — Бызовского; с 1956 — Суерского; с 1961 — Бызовского.

## Население
| 1710 | 1782 | 1816 | 1834 | 1858 | 1897 | 1926 |
| 20   | 0    | 81   | 114  | 107  | 123  | 110  |

## Инфраструктура
Было развито сельское хозяйство .

## Транспорт
Просёлочная дорога, идущая между сёлами Бызово и Суерка по берегу Тобола.